# Krzysztof Kieślowski
Krzysztof Kieślowski (uitspraakⓘ) (Warschau, 27 juni 1941 – aldaar, 13 maart 1996) was een invloedrijke Poolse filmregisseur en scenarist, internationaal bekend om de filmcycli Trois couleurs en Dekaloog.

## Biografie
Zonder carrièredoelstellingen voor ogen ging Kieślowski in 1957 theaterwetenschappen studeren aan de kleinkunstacademie in Warschau. In 1964 werd hij na twee eerdere mislukte pogingen toegelaten tot de filmschool van Łódź (waar ook onder meer Roman Polański en Andrzej Wajda hun vak leerden), waar hij regie studeerde. In 1967 huwde hij Maria Cautillo, zij kregen samen een dochter, Marta, in 1972.
Na zijn opleiding werkte Kieślowski als documentairemaker voor verschillende televisiemaatschappijen. Zijn bekendste documentaire uit deze tijd, Gospodarze (Workers '71), over de Poolse massastaking in 1970, werd gecensureerd door Poolse autoriteiten. Onder andere vanwege deze censuur op documentaires besloot Kieslowski zich voortaan toe te leggen op film.
Zijn eerste films portretteerden het alledaagse leven in Polen, waarbij Kieslowski enige kanttekeningen plaatste bij de Poolse autoriteiten. Om deze reden werd Kieślowski samen met andere filmregisseurs zoals Andrzej Wajda, Agnieszka Holland en Krzysztof Zanussi in deze tijd gerekend tot de uitdragers van de Poolse 'cinema van de morele bezorgdheid'. Vanwege zijn kanttekeningen bij de Poolse maatschappij ondergingen zijn films wederom censuur. Zo werd zijn film Przypadek pas zes jaar na voltooiing uitgebracht in Polen.
De in 1979 verschenen film Amator won de eerste prijs tijdens het Filmfestival van Moskou.
Sinds 1984 zijn vele films van Kieślowski voortgekomen uit een samenwerking met de scenarist Krysztof Piesiewicz en componist Zbigniew Preisner. De eerste film die ze samen produceerden is Bez końca.
Met de miniserie Dekaloog waarin Kieślowski de tien geboden toepaste op de hedendaagse samenleving, verkreeg Kieślowski ook bekendheid bij een internationaal publiek. Zijn volgende film werd de zowel in Polen als in Frankrijk geproduceerde La Double Vie de Véronique. Hij zou zich na deze film vestigen in Frankrijk.
In 1993-94 regisseerde Kieślowski de succesvolle trilogie Trois couleurs, gebaseerd op de idealen van de Franse Revolutie. Trois couleurs is samen met Dekaloog zijn meest gevierde werk. Het drieluik ontving een aantal prestigieuze filmprijzen, waaronder de Gouden Leeuw voor beste film en Zilveren Leeuw voor beste regisseur op het filmfestival van Venetië, de Zilveren Beer voor beste regisseur op het internationaal filmfestival van Berlijn en drie Oscarnominaties. In 1994 kreeg hij de Deense Sonningprisen  toegekend voor 'zijn uitmuntende bijdragen aan de Europese cultuur'.
Vanwege hartproblemen besloot Kieślowski na deze trilogie het regisseren voor gezien te houden. Hij stierf op 13 maart 1996 aan een hartaanval.

## Filmografie
- 1975: Personnel
- 1976: Het litteken
- 1979: Amator
- 1980: De kalmte
- 1981: Een korte werkdag - Krótki dzień pracy
- 1981: Toeval
- 1985: Zonder einde
- 1988: Dekaloog (televisieserie)
- 1988: Gij zult niet doden
- 1988: Een korte film over liefde
- 1991: La Double Vie de Véronique - Podwójne życie Weroniki
- 1993: Trois couleurs: Bleu
- 1994: Trois couleurs: Blanc - Trzy kolory: Biały
- 1994: Trois couleurs: Rouge